# Dunderbo
Dunderbo är den äldsta delen av tätorten Ställdalen i Ljusnarsbergs kommun. Dunderbos första invånare var Daniel Persson-Dunder som kom från Falun. Daniel Persson-Dunder var bergsman och flyttade till orten för att bedriva bergsbruk under 1600-talet.